# Federated Malay States

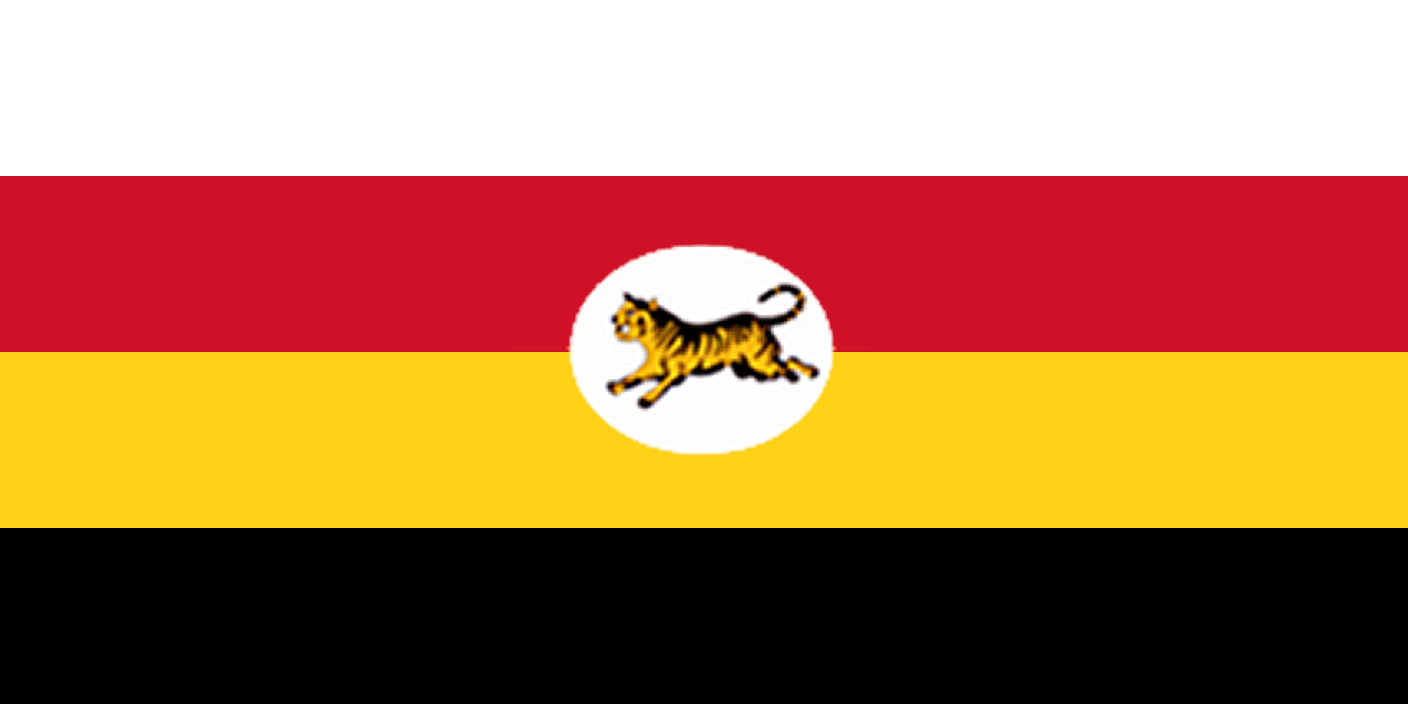
Flagge der Federated Malay States (bis 1946)

Wappen der Federated Malay States

Die Protected Malay States, ab 1895 Federated Malay States („Föderierte Malaiische Staaten“) genannt, mit knapp 73.000 km², waren eine administrative Gruppierung von Sultanaten als Teil des britischen Weltreiches auf der malaiischen Halbinsel. Begrenzt wurden sie im Norden von den Unfederated Malay States, islamisierten Sultanaten, die die Briten 1909 Thailand endgültig abgepresst hatten, sowie im Süden durch die Kronkolonie der Straits Settlements (zu der auch Malakka, Penang und Singapur gehörten). Die Gesamtbevölkerung umfasste im Jahr 1921 1,325 Mio. Personen. Die beiden Gruppen von States schlossen sich am 1. April 1946 zur Malaiischen Union zusammen.
Die malaiische Gesellschaft gliederte sich in zwei Klassen: diejenigen mit königlichem Blut, die als Adel die Herrschaft ausübten, sowie das Volk, dessen oft gewaltsam erpresste Abgaben, Schuldknechtschaft – die die gesamte Familie band – und unbegrenzte Frondienste den Unterhalt der Herrschenden finanzierten. Malaien werden in der Literatur der Zeit allgemein als der Arbeit abgeneigt beschrieben.
Zur Verrichtung körperlicher Arbeit wanderte daher eine große Anzahl Chinesen ein (Bevölkerungsanteil 1939: etwa 40 Prozent). Zur Kolonialzeit wurden, als in Schuldknechtschaft (bis 1914) gehaltene Kulis, auch zahlreiche Inder, meist Tamilen, in das Land geholt.
Ihre Zahl betrug 1901 ca. 58.000 und 1921 ca. 305.000.

## Sultanate

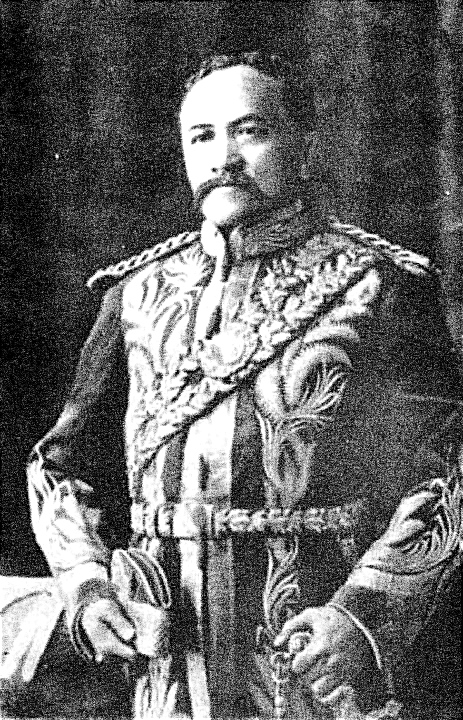
Sultan Abdullah von Perak (installiert 1874)

Die Federated Malay States bestanden aus den Sultanaten von Perak (ca. 16.500 km²), Selangor (8.250 km²), den Negri Sembilan („neun Staaten“) und Pahang (31.280 km²), dessen Herrscher bis 1882 mit Bendahara Seri Maharaja betitelt wurde. Bereits mit dem Vertrag von London (1824) war die Region als britisches Einflussgebiet anerkannt.
Die Straits Settlements wurden bis 1867 als Teil Britisch-Indiens verwaltet, danach waren sie eine eigene Kronkolonie. Der 1873 neu ernannte Gouverneur Sir Andrew Clarke hatte Instruktionen, in die Belange des Hinterlandes einzugreifen, deren Handel zu dieser Zeit durch zahlreiche Piratenangriffe ernsthaft beeinträchtigt war.
In Perak kam es 1861 bis 1874 zum Larut War, eigentlich vier kleineren Kriegen, die zwischen wirtschaftlich dominierenden Gruppen von Chinesen und dem Sultan ausgefochten wurden. Dazu kamen 1873 noch Kämpfe um die Thronfolge. Am 20. Januar 1874 wurde an Bord der The Pluto vor der Insel Pangkor ein Vertrag unterzeichnet, wodurch den Briten gestattet wurde an den Hof des von ihnen installierten neuen Sultans Abdullah einen Residenten – mit einem Assistenten in Larut – zu entsenden, der die Finanzen kontrollierte. In Selangor führte ein langanhaltender Bürgerkrieg, der sogenannte Klang War (1867–74), dazu, dass 1873 ein britischer Resident ernannt wurde. Nach Negri Sembilan wurde ein Trupp „Landvermesser“ gesandt; als diese Truppen auf Widerstand stießen wurden sie bald darauf durch Gurkhas und Artillerie verstärkt. Nach den üblichen Massakern folgten ähnliche Verträge wie in den anderen Sultanaten. Die Kleinstaaten von Negri Sembilan erhielten 1895 einen gemeinsamen eingeborenen Herrscher. Als letztes Sultanat wurde Pahang 1888 unterworfen. Die Entscheidungsbefugnisse der Fürsten waren im Wesentlichen auf Fragen des religiösen Rechts beschränkt.

## Geschichte

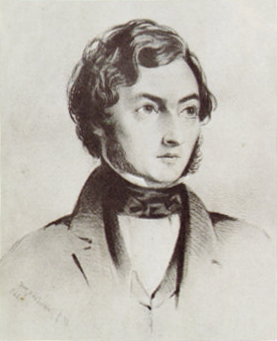
Hugh Low (1824–1905), Botaniker und Resident für Perak 1877–89

Zur Zeit von Sir Hugh Low (Resident in Perak 1877–89) und Sir Frank Swettenham begannen die Briten, ähnlich wie in den Fürstenstaaten Indiens, ihren Einfluss auf sämtliche Bereiche der Verwaltung auszuweiten. Dies hatte primär wirtschaftliche Gründe, sollte aber auch das einfache Volk aus seiner absoluten Rechtlosigkeit befreien. Im Wesentlichen wurde die Region im Sinne Londoner Kapitalinteressen zum Rohstofflieferanten ausgebaut.
Aufgrund massiver Einwanderung verdoppelte sich zwischen 1891 und 1911 die Gesamteinwohnerzahl von British Malaya.
Das Gebiet kam zwischen Dezember 1941 und Oktober 1945 unter japanische Militärverwaltung. Chinesische Widerständler gründeten die Malayan Peoples’ Anti-Japanese Army (MPAJA), die in den Dschungeln kämpfte und zur Keimzelle der KPM wurde. Nach dem Zweiten Weltkrieg legte Harold MacMichael den Sultanen neue Verträge vor, ihre Staaten wurden Teil 1946 der Malaiischen Union, aus der später der Malaiische Bund hervorging. Im heutigen Malaysia haben die neun Sultane insofern noch Bedeutung, als seit 1957 das rein repräsentative Staatsoberhaupt (Yang di-Pertuan Agong), jeweils auf fünf Jahre, aus ihrer Mitte gewählt wird.

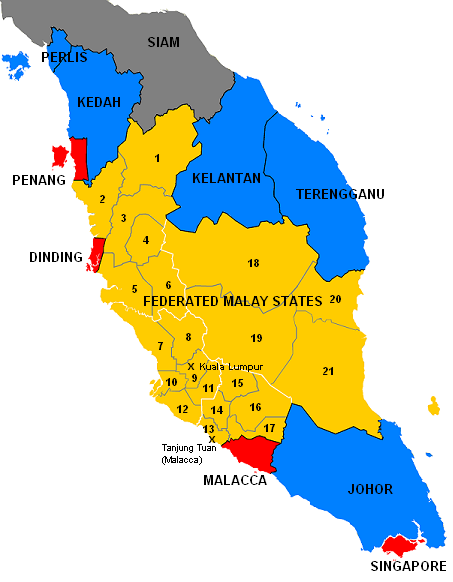
Distrikte der föderierten Staaten

Die Regierung der einzelnen Sultanate bestand aus dem Fürsten und einigen malaiischen Häuptlingen aus dem Adel. Ihm beigegeben wurde ein britischer Resident und sein Sekretär, die immer weitergehende Kontrolle ausübten und die zusammen in den jeweiligen Staaten einen (ernannten) Rat (council) bildeten. An oberster Stelle stand der Hohe Kommissar, eine Position, die immer vom Gouverneur der Straits Settlements in Personalunion ausgeübt wurde. Er und das Londoner Kolonialministerium hatten die Beschlüsse der Räte abzusegnen. Im Kriegsfalle hatten die Sultanate Truppen für den Dienst in den Straits Settlements zu stellen.
Zusätzlich bestand ein die Staaten „beratendes“ Federal Establishment, dessen Council in Kuala Lumpur sich aus den Sultanen, hohen Kolonialbeamten und einigen Vertretern der Wirtschaft zusammensetzte. Der Resident-General und seine Direktoren für Polizei, Rechtsprechung, Eisenbahnen, Chinesenfragen (ab 1877), Schulwesen, öffentliche Bauten usw. sorgten für eine gewisse Einheitlichkeit. Die britischen Beamten des Malaya Civil Service (MCS) wurden, nach dem Muster des Indian Civil Service, in derselben einmal jährlich stattfindenden Prüfung, ausgewählt. Wie in Indien standen an der Spitze der Verwaltung der einzelnen Distrikte britische Beamte. Chinesen blieben vom Staatsdienst ausgeschlossen, sie unterstanden bis 1932 einer speziellen Gerichtsbarkeit. Innerhalb der chinesischen Gemeinschaften wurden Captains ernannt.
Die Mitgliederzahl der Councils wurde immer wieder erhöht. So waren in Perak 1937 unter den Mitgliedern zwölf Malaien, sieben europäische Beamte und sieben weitere „Nicht-offizielle“, davon je drei Europäer und Chinesen und ein Inder. Im Rat der Föderation standen 16 Beamten zwölf „Nicht-offizielle“, davon zwei Chinesen, gegenüber.
Die Briten konzentrierten ihre Soldaten, deren Mannschaften üblicherweise aus Indien stammten, in Singapur. In den Sultanaten wurden nur bewaffnete Polizeieinheiten aus Indern aufgestellt, so die 1st Perak Sikhs (1874), Selangor Military Force (1875, 530 Mann) sowie Sungei Ujung Police (1874). Im Vertrag von 1895 verpflichteten sich die Fürsten kollektiv, die Malay States Guides zu finanzieren, die aus den Polizeitruppen gebildet wurden. Dazu kam das 1st Battalion Perak Sikhs. Sämtliche Söldner wurden im Punjab rekrutiert und von Briten kommandiert. Eine europäische Miliz, die Malay States Volunteer Rifles wurde 1902 aufgestellt (1911: 561 Mann, 22 Offiziere; 6 Monate Ausbildung); die Kosten für die Ausbildung der Malaya trug die Kolonialmacht.

## Wirtschaft und Infrastruktur

### Rohstoffe und Arbeitskräfte
Wie in Niederländisch-Indien war die Halbinsel im frühen 20. Jahrhundert Hauptlieferant für unverarbeitete Rohstoffe. Der Abbau von Zinn hatte bereits um 1840 seinen Anfang genommen, bis um 1914 (zum Beginn des Ersten Weltkriegs) stammte fast die Hälfte des weltweit gewonnenen Zinns aus Malaya. Weitere hier abgebaute Bodenschätze waren Wolfram, Kohle und Gold (in Pahang).
Die Sklaverei wurde bis 1884 abgeschafft, Frondienste bald darauf, jedoch waren die Arbeitsbedingungen für die zwangsverpflichteten Kulis (indentured labour) durchaus der Sklaverei ähnlich. Bis 1901 waren ein kostenloser Grundschulbesuch, Pockenimpfung und medizinische Grundversorgung eingerichtet.

### Verkehr
Weiterhin wurden etwa 450 km staatliche Eisenbahnstrecken (4 Mio. Passagiere 1902; 1921: 1600 km) und knapp 1600 km (1921: 4200 km) befestigte Straßen zur Erschließung des vorher kaum bewohnten Hinterlandes angelegt. Die im Juli 1918 fertiggestellte durchgehende Verbindung der Bahn von Singapur nach Bangkok verkürzte die Reisezeit von sechs Tagen (auf dem Seeweg) auf 40 Stunden.

### Enteignungen und Gewinne durch Exporte
Mit Gründung der Föderation wurde alles unbebaute Land zu Staatsbesitz erklärt, das auf bestimmte Zeit zur Nutzung verpachtet wurde. Die Exporte der States erreichten 1901 71 Mio. Straits-Dollar, davon wurden 61 Mio. S$ durch Zinn erzielt, das ausschließlich von Chinesen abgebaut wurde. Diese bezahlten auch etwa drei Viertel der Steuern – gesamt 1901: 16½ Mio. S$, davon die Hälfte Ausfuhrzoll auf Zinn – und durch hohe Abgaben auf Opium-, Glücksspiel- und Alkohollizenzen. Während die Beamten und Plantagenbesitzer fast ausschließlich Briten waren, rekrutierte sich ein Großteil der Kaufmannschaft aus Deutschen. Deren Besitztümer wurden wie im gesamten Empire im Ersten Weltkrieg entschädigungslos enteignet.
Latex wurde zunächst, ähnlich – aber weniger brutal – wie im Belgisch-Kongo, aus wild im Dschungel vorkommenden Bäumen gezapft. Nach der ersten Einfuhr von Hevea brasiliensis durch Hugh Low 1872 bildeten Bäume dieser Spezies die Grundlage für die sich nach 1898 rapide ausweitende Plantagenwirtschaft. 1906–1913 versiebenfachte sich die Anbaufläche, so dass zwischen den Weltkriegen die Hälfte der Naturkautschukproduktion aus Malaya kam. Der Kollaps des Gummipreises 1920/21 hatte daher verheerende Folgen. Am Ende des Jahrzehnts waren 260–280 Kapitalgesellschaften aktiv.
Die wichtigste andere cash crop war der Anbau von Kokospalmen. Der landwirtschaftliche Zwischenhandel lag in chinesischer Hand, bis 1939 war der Reisanbau jedoch nur Malaien gestattet. Die Exporte wurden fast ausschließlich über Singapur verschifft, nach dem Ersten Weltkrieg gewann Port Swettenham (heute: Pelabohan Kelang) zunehmend an Bedeutung.
Der Abbau der Zinnseifen erfolgte anfangs, seit 1840, fast ausschließlich durch chinesische Betreiber im Tagebau und durch Handarbeit. Geschmolzen wurde das Zinn in Singapur und Penang. Zur Gewinnung des Zinns in größeren Tiefen gründeten sich Aktiengesellschaften, die das für die Maschinen nötige Kapital in London beschafften. Die Zahl der beschäftigten Kulis sank vom Höhepunkt 1912 (211.500), als noch 80 Prozent des im Bergbau investierten Kapitals chinesisch war, bis 1922 (auf 82.000) . 1935 kontrollierten britische Kapitalisten mit über 80 bedeutende Aktiengesellschaften zwei Drittel der Ausbeute. Ihr durchschnittlicher Profit pro ton lag 1924 bei £ 78, die Dividenden zwischen 7½ und 30 Prozent, durchschnittlich bei 20 Prozent. Der Ausbau Singapurs zur Flottenbasis in den 1930er Jahren wurde zu einem wesentlichen Teil von den Staaten mitfinanziert.
Wie alle Rohstoffe exportierenden Gebiete war Malaya von der Weltwirtschaftskrise ab 1929 stark betroffen. So fielen die Exporte für Gummi von S$ 202 Mio. (1929) auf S$ 37 Mio. (1932), von Zinn und Zinnerz von S$ 117 Mio. auf S$ 31 Mio., die Steuereinnahmen halbierten sich in dieser Zeit. Knapp 200.000 Inder und 50.000 Chinesen wurden auf Staatskosten in ihre Herkunftsländer rückgeführt, zahlreiche weitere gingen freiwillig.

### Geldwesen
Im frühen 19. Jahrhundert war in ganz Inselindien der Mexikanische Silberdollar (M$) die bevorzugte Währung. Lokal geprägt wurden z. B. in Kelantan und Trengganu der keping. In britischen Gebieten wurde die indische Rupie (1837 standardisiert) zur offiziellen Währung. Der M$ blieb jedoch besonders unter den Chinesen bevorzugt, da er in China frei umlief. Der ab 1845 verausgabte Straits-Dollar (zu 100 ¢) imitierte ihn. Nach der vom weltweiten Preisverfall des Silbers ausgelösten Währungskrise wurde sein Kurs 1906 auf £ 0/2/4 fixiert, das entsprach 2,36 ℳ.
Die von den einzelnen Herrschern verausgabten Kleingeldsorten kamen bis 1912 außer Gebrauch. 1939 kam es zur Einführung des Malaiischen Dollars.